# Hello (Adele-Lied)
Hello ist ein Soulsong der britischen Sängerin Adele. Das Stück  wurde im Oktober 2015 als erste Single-Auskopplung aus ihrem dritten Album 25 veröffentlicht. Die Klavierballade wurde von Adele und ihrem Produzenten Greg Kurstin geschrieben und setzt sich mit den Themen Nostalgie und Bedauern auseinander. 
Hello erzielte als Nummer 1 in über zwanzig Ländern internationale Erfolge. Im Video unter der Regie von Xavier Dolan sind Adele selbst und Tristan Wilds zu sehen.

## Aufnahme und Veröffentlichung

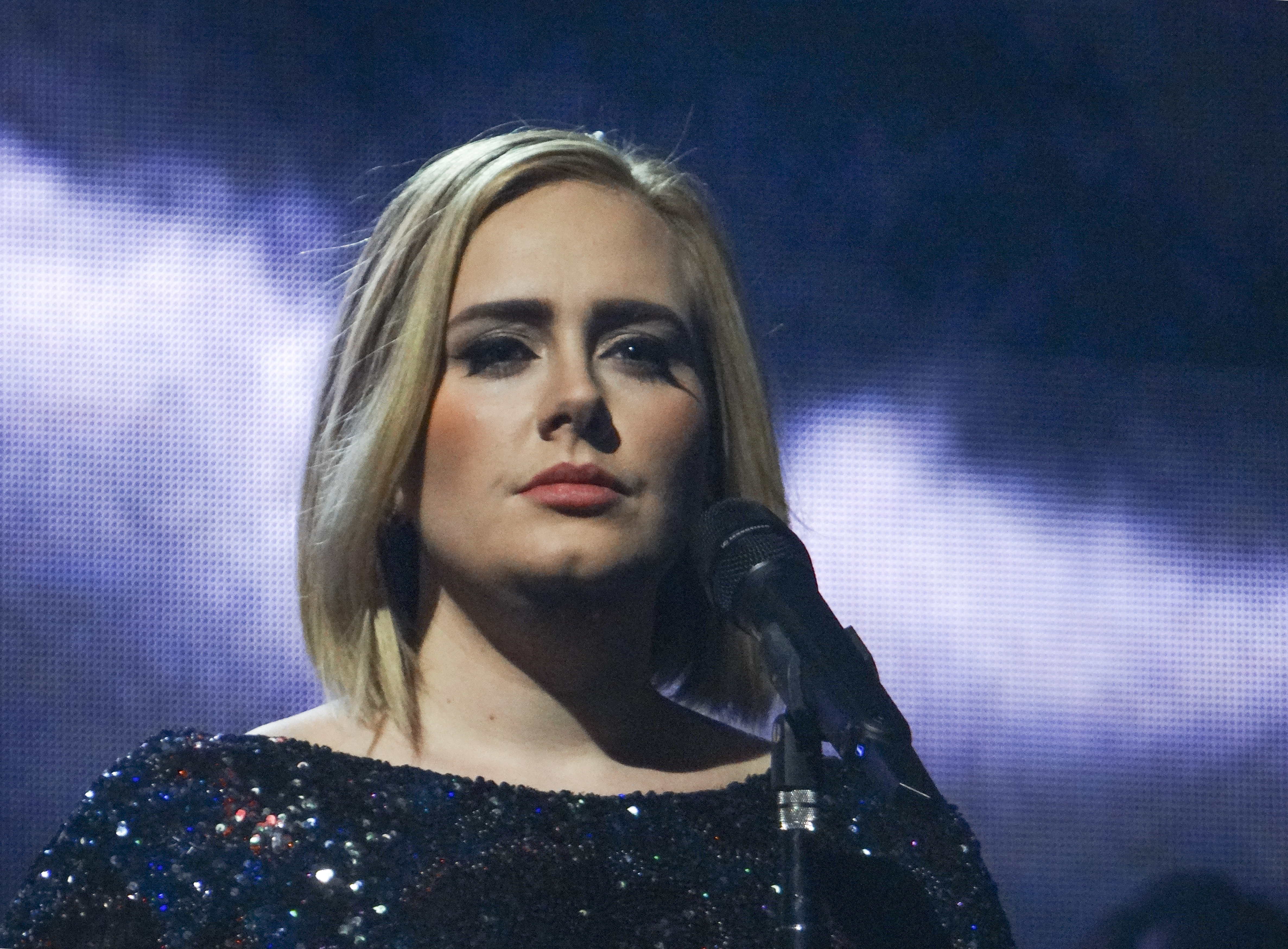
Adele (2016)

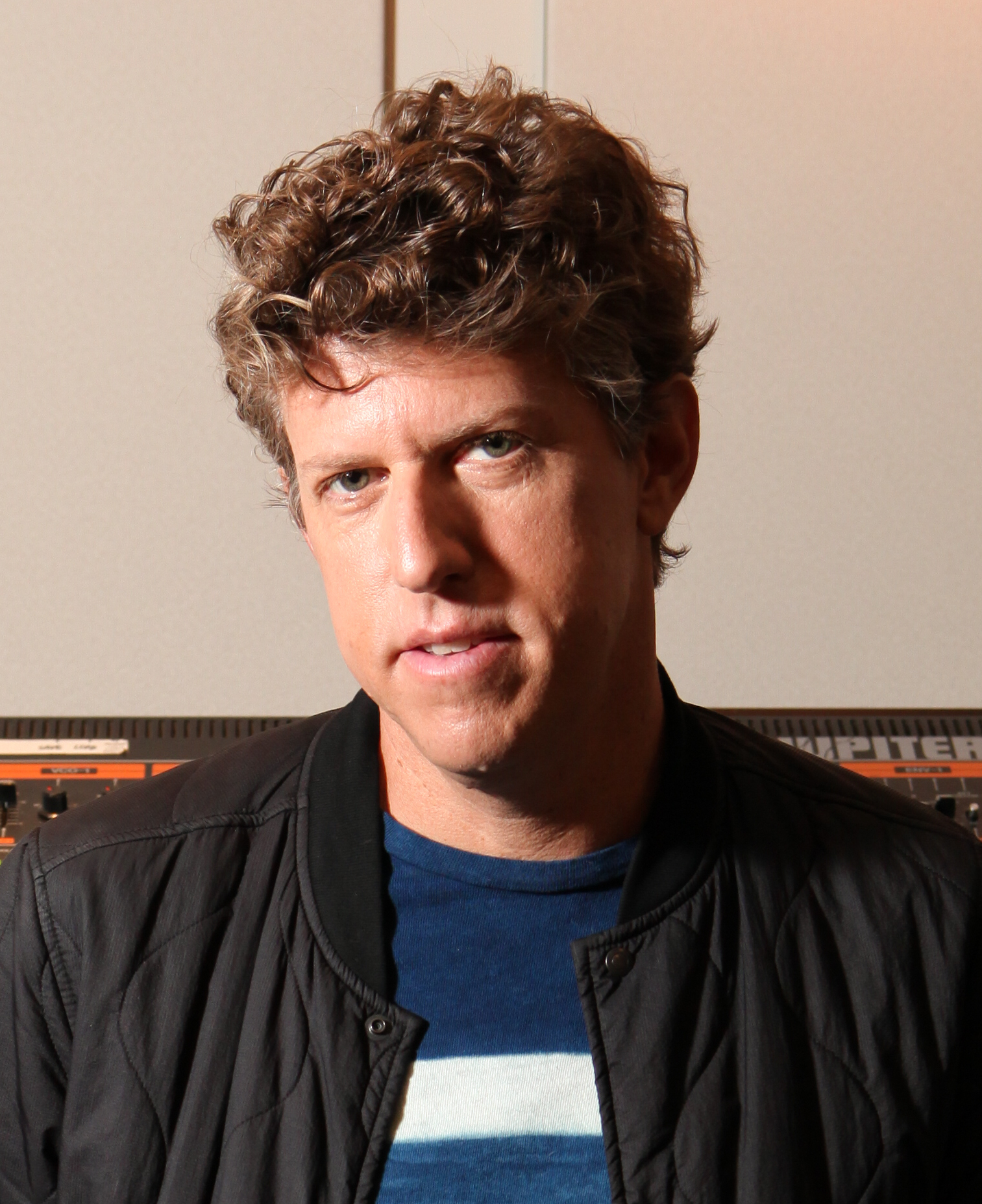
Greg Kurstin (2017)

Adele schrieb das Lied Hello zusammen mit Greg Kurstin, der den Song auch produzierte, in Chiswick. Die Entwicklung des Liedes dauerte sechs Monate, da der Kontakt zu Kurstin nach Fertigstellung der ersten Hälfte des Liedes abbrach. Kurstin gab bekannt, dass er sich nicht sicher war, „ob Adele jemals zur Vollendung des Liedes zurückkehre“. Die Komposition von Bass, Gitarre, Piano und Keyboard ist Kurstin zuzuschreiben; Adele komponierte das Schlagzeug. Sie beschrieb die Entwicklung des Liedes als großen kreativen Durchbruch, der ihre Schreibblockade beendete.
Adele teilte am 22. Oktober 2015 auf Twitter mit, dass Hello als erste Single aus dem Album 25 noch am selben Tag veröffentlicht würde. Am folgenden Tag feierte Adele die Premiere des Liedes in Nick Grimshaws Show auf BBC Radio 1.

## Komposition
Hello ist eine Soul-Pianoballade in f-Moll in einem Tempo von 79 beats per minute. Adeles Gesang reicht vom kleinen f bis zum a♭’’.
Der Songtext fokussiert Themen wie Nostalgie und Bedauern in Verbindung mit einer oder mehreren Beziehungen aus Adeles Vergangenheit. Im Interview mit Nick Grimshaw auf BBC Radio 1 gab sie an: „Ich hatte das Gefühl, dass wir alle auf dem Weg weiter waren, und dabei geht es nicht um eine ehemalige Beziehung, eine Liebesbeziehung, sondern um meine Beziehung zu jedem, den ich liebe. Es geht nicht darum, was wir hinter uns lassen, unser aller Leben steht nie still und ich musste dieses Lied schreiben, so dass sie es alle hören können, weil ich keinen Kontakt mehr zu ihnen habe.“ Adeles Aussagen zufolge bedeutet die Zeile “Hello from the other side” „die andere Seite des Erwachsenwerdens, die Jahre um die Zwanzig zu überleben“.

## Musikvideo
Das Musikvideo zum Lied wurde unter der Regie des kanadischen Schauspielers und Regisseurs Xavier Dolan gedreht und am 22. Oktober 2015 veröffentlicht. Das Video dreht sich um eine Frau, die sich gerade getrennt hat und diesbezüglich ihr früheres Leben Revue passieren lässt. Einige Teile des Videos, wie das Öffnen ihrer Augen am Anfang und das Ende am Teich, wurden mit IMAX-Kameras gefilmt. Es ist das erste Musikvideo mit Verwendung des IMAX-Formats. Dolan ließ sich von seinem ersten semi-autobiographischen Debüt I Killed My Mother inspirieren. Das Video wurde an einigen Tagen im September 2015 auf einer Farm in Québec gedreht.
Das Video zeigt den US-amerikanischen Schauspieler Tristan Wilds. Während des Drehs improvisierten Adele und Wilds und tauchten in Erinnerungen an ihre vergangenen Beziehungen ein, um ihre wahren Emotionen zu vermitteln. Dolan filmte Adele und Wilds auch, während sie sich unterhielten und miteinander lachten. Das Video ist sepia-koloriert und zeigt Adele singend in einem Häuschen und vor einem dichten Wald, abwechselnd mit sehr traurigen Szenen am Telefon und Rückblicken in die zerbrochene Beziehung mit Wilds.
In 88 Tagen wurde das Video auf Youtube eine Milliarde Mal angesehen. Der bisherige Rekordhalter Gangnam Style von Psy benötigte dazu 159 Tage. Das Musikvideo wurde bei den Juno Awards 2016 als „Bestes Video“ ausgezeichnet.

## Live-Auftritte
Erstmals trat Adele mit Hello live in dem BBC-Stunden-Special Adele at the BBC auf, das am 2. November 2015 aufgenommen und am 20. November 2015 ausgestrahlt wurde. Sie ist auch beim 17. NRJ Music Awards am 7. November 2015 und bei Saturday Night Live am 21. November 2015 aufgetreten. Der erste deutsche Live-Auftritt erfolgte am 6. Dezember 2015 in der Sendung Menschen, Bilder, Emotionen auf dem Privatsender RTL.

## Rezeption

### Preise
- NRJ Music Award 2016: „Best Songs Lyrics“
- Brit Award 2016: „British Single of the Year“
- Kids’ Choice Award 2016: „Lieblingssong des Jahres“
- Grammy Awards 2017: „Single des Jahres“, „Song des Jahres“, „Best Pop Solo Performance“

Nominierungen:
- Brit Award 2016: „British Video“
- Echo 2016: „Hit des Jahres (national oder international)“
- MTV Europe Music Awards 2016: „Bester Song“
- MTV Video Music Awards 2016: „Video of the Year“, „Best Female Video“, „Best Pop Video“, „Best Direction“, „Best Art Direction“, „Best Editing“, „Best Cinematography“
- Radio Disney Music Awards 2016: „Bester Schlussmach-Song“
- Teen Choice Awards 2016: „Choice Music: Single Female Artist“

### Rezensionen
Nach der Veröffentlichung erhielt Hello besonders positive Resonanz im Musikjournalismus. Alexis Petridis vom The Guardian beschrieb das Lied als „bedeutende Ballade, eine der hervorragendsten ihrer Art“ und ist der Meinung, es sei „genau die Art Liebeskummer-Ballade, die Adele zu einem der größten Stars der Welt machte“. Emily Jupp vom The Independent rezensierte das Lied, es „dürfte zwar nicht bahnbrechend sein, aber Adeles Rückkehr mit ihrem typischen ‚Smoky Sound‘ ist sehr willkommen“. Sie schrieb: „Sie tat das beste, was sie konnte, schmettert emotionale Geschichten über Liebe und Verlust wie in ihrem letzten Album 21, dieses Mal aber mit mehr Selbstvergebung.“ Greg Kot vom Chicago Tribune schrieb: „Texte, die am wirkungsvollsten sind, wenn sie mit bestimmter Kombination ihrer Stimmkraft und -beherrschung auf persönliche Details abzielt.“
Neil McCormick vom The Daily Telegraph nennt es „ein Lied von Verlust und Bedauern“ im Zusammenhang damit, dass es „auf eine Art Erinnerung im Herzen des Zuhörers zurückgreift und sich mit Adeles eigenem Schicksal vermischt.“ Einige Publikationen wie Radio Times und The Daily Telegraph merken an, dass Adeles Lied viele Ähnlichkeiten mit Hello des US-amerikanischen Soulsängers Lionel Richie aufzeigt.

## Kommerzieller Erfolg

### Chartplatzierungen
Hello erreichte in über zwanzig Ländern Position eins der Charts. Allein in den Vereinigten Staaten wurde die Single in der ersten Woche über 1.112.000 Mal heruntergeladen. Sie brach damit den Rekord für die meisten Downloads in einer Woche, den seit Februar 2009 Right Round von Flo Rida und Ke$ha mit 636.000 verkauften Einheiten hielt.
In Deutschland war Hello mit zehn Wochen an der Chartspitze der Singlecharts (Stand 4. Januar 2016) die erfolgreichste Single einer britischen Solokünstlerin seit mehr als fünfzig Jahren. Darüber hinaus erreichte Hello auch für acht Wochen die Spitzenposition der deutschen Airplaycharts.
| ChartsChartplatzierungen       | Höchstplatzierung | Wochen |
| ------------------------------ | ----------------- | ------ |
| Deutschland (GfK)              | 1 (33 Wo.)        | 33     |
| Österreich (Ö3)                | 1 (27 Wo.)        | 27     |
| Schweiz (IFPI)                 | 1 (61 Wo.)        | 61     |
| Vereinigte Staaten (Billboard) | 1 (26 Wo.)        | 26     |
| Vereinigtes Königreich (OCC)   | 1 (49 Wo.)        | 49     |

| ChartsJahrescharts (2015)      | Platzierung |
| ------------------------------ | ----------- |
| Deutschland (GfK)              | 7           |
| Österreich (Ö3)                | 5           |
| Schweiz (IFPI)                 | 6           |
| Vereinigte Staaten (Billboard) | 35          |
| Vereinigtes Königreich (OCC)   | 6           |

| ChartsJahrescharts (2016)      | Platzierung |
| ------------------------------ | ----------- |
| Deutschland (GfK)              | 70          |
| Österreich (Ö3)                | 72          |
| Schweiz (IFPI)                 | 5           |
| Vereinigte Staaten (Billboard) | 7           |
| Vereinigtes Königreich (OCC)   | 48          |

| ChartsJahrescharts (2010–2019) | Platzierung |
| ------------------------------ | ----------- |
| Vereinigte Staaten (Billboard) | 52          |
| Vereinigtes Königreich (OCC)   | 25          |

### Auszeichnungen für Musikverkäufe
| Land/Region                  | Auszeichnungen für Musikverkäufe (Land/Region, Auszeichnung, Verkäufe) | Verkäufe   |
| ---------------------------- | ---------------------------------------------------------------------- | ---------- |
| Australien (ARIA)            | 7× Platin                                                              | 490.000    |
| Belgien (BRMA)               | 3× Platin                                                              | 90.000     |
| Brasilien (PMB)              | 3× Diamant                                                             | 750.000    |
| Dänemark (IFPI)              | 4× Platin                                                              | 360.000    |
| Deutschland (BVMI)           | Platin                                                                 | 400.000    |
| Frankreich (SNEP)            | —                                                                      | 140.800    |
| Italien (FIMI)               | 6× Platin                                                              | 300.000    |
| Kanada (MC)                  | Diamant                                                                | 800.000    |
| Mexiko (AMPROFON)            | Diamant · + Gold                                                       | 330.000    |
| Neuseeland (RMNZ)            | 6× Platin                                                              | 180.000    |
| Norwegen (IFPI)              | 6× Platin                                                              | 360.000    |
| Schweiz (IFPI)               | Platin                                                                 | 30.000     |
| Spanien (Promusicae)         | 3× Platin                                                              | 120.000    |
| Südkorea (KMCA)              | —                                                                      | 614.186    |
| Vereinigte Staaten (RIAA)    | 7× Platin                                                              | 7.000.000  |
| Vereinigtes Königreich (BPI) | 5× Platin                                                              | 3.000.000  |
| Insgesamt                    | 1× Gold · 49× Platin · 5× Diamant ·                                    | 14.964.986 |

Hauptartikel: Adele (Sängerin)/Auszeichnungen für Musikverkäufe